# Heinrich der Seefahrer

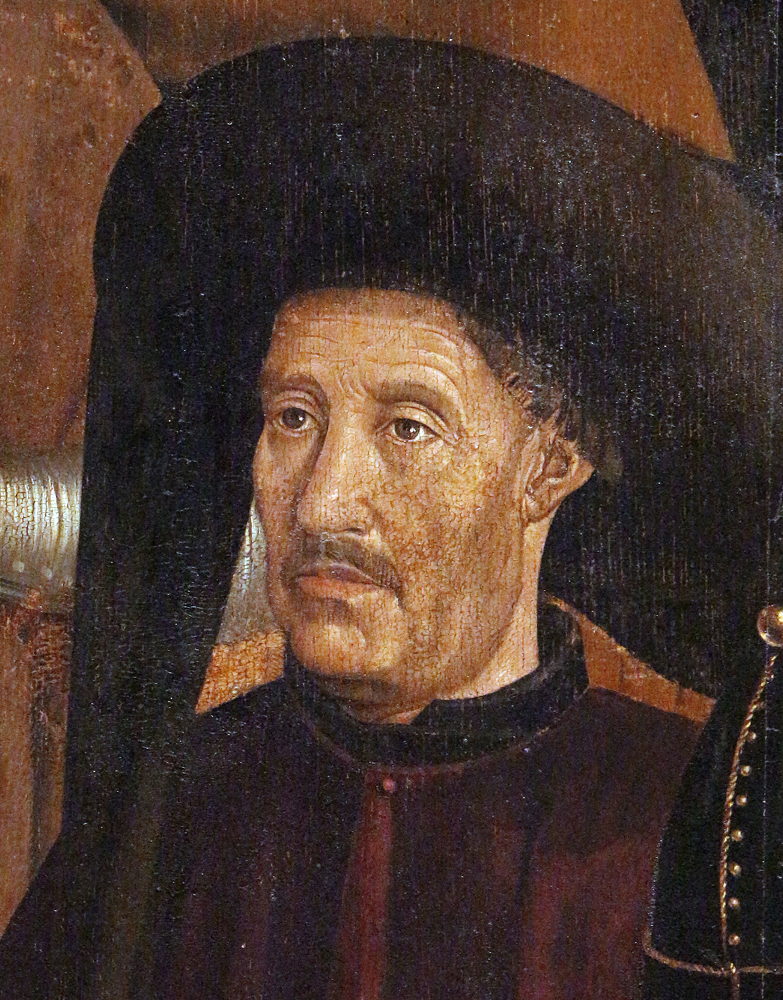
Porträt auf einem Gemälde von Nuno Gonçalves (um 1470), das möglicherweise Heinrich den Seefahrer darstellt

Heinrich der Seefahrer (* 4. März 1394 in Porto; † 13. November 1460 in Sagres; portugiesisch Infante Dom Henrique de Avis, genannt O Navegador) war Initiator, Schirmherr und Auftraggeber der portugiesischen Entdeckungsreisen in der ersten Hälfte des 15. Jahrhunderts. Die von ihm initiierten Entdeckungsfahrten entlang der westafrikanischen Küste begründeten die portugiesische See- und Kolonialmacht und stellen den Beginn der europäischen Expansion dar.

## Leben
Heinrich war der vierte Sohn des portugiesischen Königs Johann I. und seiner Frau Philippa of Lancaster. Zu seinen Brüdern zählten u. a. Eduard I. und Ferdinand der Heilige.

Das Wappen Heinrichs des Seefahrers als Herzog von Viseu.

1415 eroberte eine Flotte unter seiner Führung die nordafrikanische Stadt und Festung Ceuta. Dafür wurde er zum Herzog von Viseu ernannt. Ab 1420 war er weltlicher Administrator des Christusordens. Königliche Abstammung und seine Ämter verhalfen ihm zu beträchtlichen finanziellen Mitteln, die er zur Förderung der Seefahrt verwendete.
1433 starb Johann I., Heinrichs Bruder Eduard folgte ihm auf dem Thron nach. Während dessen Herrschaft bemühte sich Heinrich darum, die Kanarischen Inseln in portugiesischen Besitz zu bringen. Dazu ging er zunächst den diplomatischen Weg, indem er an Kastilien die Forderung stellte, Portugal das Recht zur Besetzung dieser Inselgruppe einzuräumen. Als dies nicht fruchtete – Kastilien beharrte auf seiner Oberhoheit über die Inseln – wandte sich Eduard an den Papst und dieser entsprach, offensichtlich in Unkenntnis der kastilischen Ansprüche, dem Ersuchen. Johann II. von Kastilien ließ durch seinen Botschafter unverzüglich Widerspruch einlegen. Daraufhin stellte der Papst klar, dass er den Portugiesen die Genehmigung zur Eroberung der Kanarischen Inseln nur unter dem Vorbehalt gegeben habe, dass kein anderer christlicher Fürst Ansprüche darauf erhebe. 1437 kommandierte Heinrich noch einmal einen Kriegszug, um den Mauren Tanger zu entreißen, diesmal allerdings erfolglos. Im Jahr darauf starb König Eduard an der Pest, für seinen minderjährigen Sohn führte Peter von Coimbra die Regentschaft.
Heinrich selbst unternahm keine Entdeckungsreisen. Seinen Beinamen verdankt er seinem Einsatz als Förderer der Seefahrt. Er war sehr belesen und kannte die Berichte früher Entdeckungsreisender nach Asien wie Marco Polo, Wilhelm von Rubruk oder des arabischen Weltreisenden Ibn Battuta. Dass er eine Seefahrtsakademie (escola náutica) gegründet habe, ist eine Erfindung späterer Jahrhunderte, die portugiesische Historiker seit längerem nicht mehr vertreten.
Heinrichs Grabstätte befindet sich im Komplex der Königlichen Grabkapellen im Kloster von Batalha.

## Die Entdeckungsfahrten
Heinrich veranlasste zahlreiche Entdeckungsfahrten entlang der afrikanischen Küste, die hauptsächlich mit Schiffen vom Typ der Karavelle unternommen wurden. Die dabei gewonnenen Kenntnisse in Navigation, Kartografie und Schiffbau waren grundlegend für alle folgenden portugiesischen Entdeckungsfahrten. Von Beginn an waren die portugiesischen Piloten und Kapitäne verpflichtet, alle auf ihren Reisen gesammelten und für die Navigation bedeutsamen Erfahrungen und Erkenntnisse in geheimen Logbüchern, den Roteiros, festzuhalten. In der zweiten Hälfte des 15. Jahrhunderts verwendeten die Portugiesen bereits den Quadranten. Durch Bestimmung der Höhe des Polarsterns konnte die geografische Breite berechnet werden. Bis zum Tode Heinrichs wurden mehr als 2000 Seemeilen westafrikanischer Küstengewässer befahren und kartografiert.
Die Beweggründe Heinrichs des Seefahrers waren vielfältiger Natur. Zum einen erhoffte man sich, die Araber im Handel mit Pfeffer, Gold, Elfenbein und Sklaven zu umgehen oder auszuschalten, zum anderen ging es dem Prinzen um die Förderung und Ausbreitung des christlichen Glaubens. Dabei suchte man nach dem sagenhaften christlichen Priesterkönig Johannes, der noch vor der Zeit Heinrich des Seefahrers mal in Asien, mal in Afrika vermutet wurde. Mit dessen Hilfe wollte man den Islam zurückdrängen. Diese Vorstellungen wichen aber schon zu seinen Lebzeiten kommerziellen Gesichtspunkten.
38 Jahre nach Heinrichs Tod führten seine Vorleistungen zur Entdeckung des Seewegs nach Indien durch Vasco da Gama und der Stärkung Portugals im Indienhandel, zur Erschließung des Seeweges um Afrika nach Hinterindien und damit zur Weltmachtstellung Portugals.

## Casa da Índia
Die Casa da Índia war sowohl die Zentralbehörde für die Verwaltung aller Territorien in Übersee des portugiesischen Königreiches als auch der zentrale Warenumschlagplatz und die Verrechnungsstelle für alle Bereiche des Überseehandels. Als Wirtschaftseinrichtung funktionierte sie dabei wie eine Faktorei bzw. eine Handelsniederlassung.
Die Vorläufer der Casa da Índia entstanden im Gefolge der portugiesischen Entdeckungsfahrten entlang der afrikanischen Küsten und den damit verbundenen Handelsmöglichkeiten.
Bereits 1434 wurde die Casa de Ceuta in Lissabon gegründet. Sie war jedoch wenig erfolgreich, da die Muslime nach der portugiesischen Eroberung von Ceuta im Jahre 1415 die mit der Stadt verbundenen Handelswege und Warenströme in andere Orte verlegten. Um 1445 folgten in Lagos an der Algarve die Gründungen der Casa de Arguim beziehungsweise de Guiné, die beide, auch als Companhia de Lagos bezeichnet, der Entwicklung des portugiesischen Handels mit Westafrika dienten. Nach dem Tode Heinrich des Seefahrers wurde in den sechziger Jahren des 15. Jahrhunderts beide Häuser nach Lissabon verlegt und später in der Casa da Guiné e da Mina zusammengeführt.

## Wichtige Entdeckerleistungen unter Heinrich dem Seefahrer

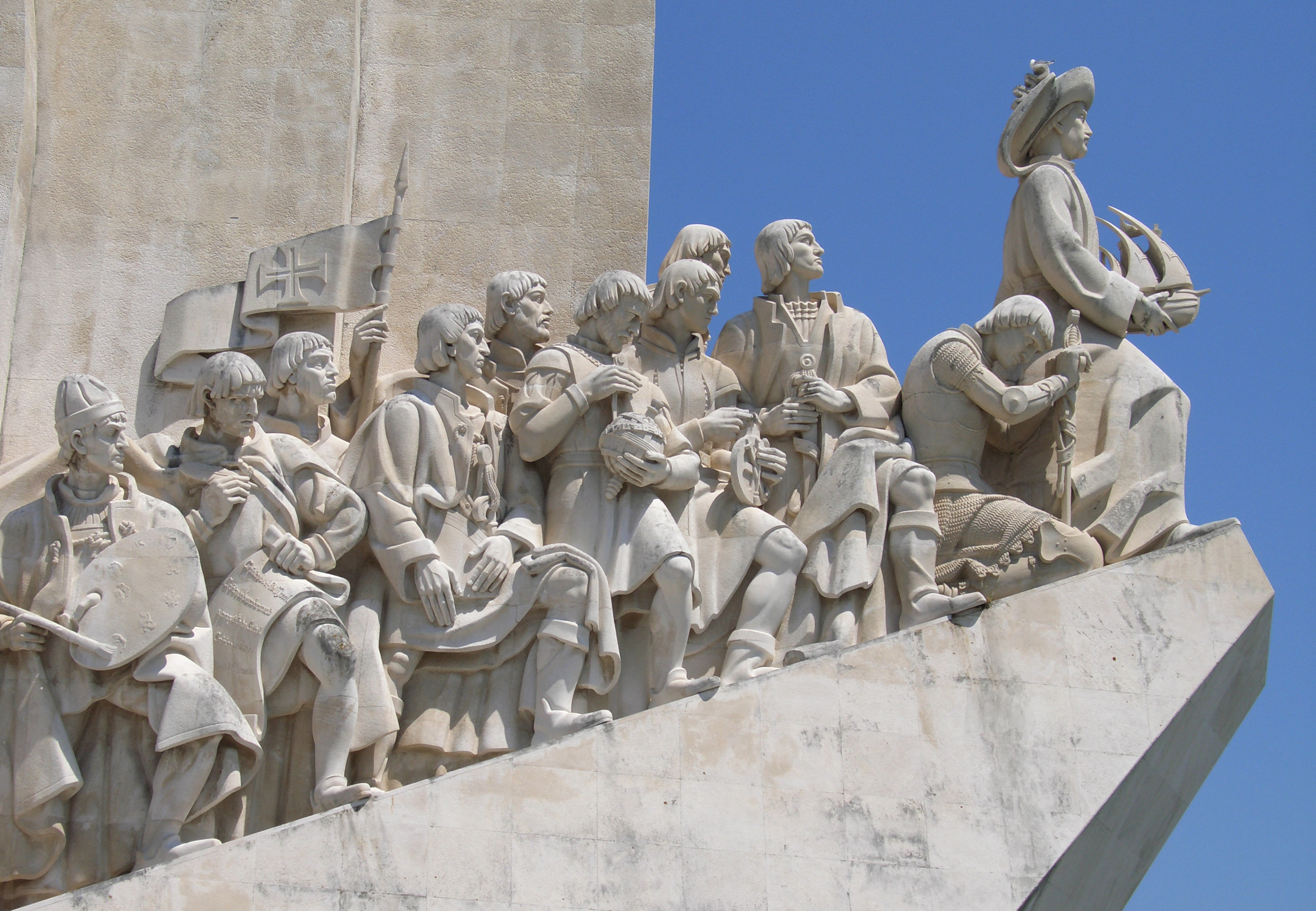
Das Padrão dos Descobrimentos in Belém (Lissabon) zeigt Heinrich als Anführer der portugiesischen Entdecker.

Bei Landnahmen auf ihren Entdeckungsreisen waren die Kapitäne verpflichtet, einen an Bord mitgebrachten, so genannten Padrão – eine steinerne Säule mit dem Wappen des portugiesischen Königs und Inschriften – aufzustellen. An markanten neuentdeckten Punkten wie Kaps oder Flussmündungen mussten die Kapitäne unter das Christuskreuz und das portugiesische Wappen noch Namen und Datum in den Stein meißeln.
- 1418 entdecken João Gonçalves Zarco, Bartolomeu Perestrelo und Tristão Vaz Teixeira die zu Madeira gehörende Insel Porto Santo wieder.
- 1420 landen die Portugiesen auf der eigentlichen Hauptinsel Madeira und beschließen ca. 1425, die Inselgruppe zu besiedeln.
- 1422 stoßen portugiesische Seefahrer über Cabo Nao, den Grenzbereich der arabischen Seefahrt im Atlantik, nach Süden vor.
- 1427 soll Diogo de Silves die Azoren wiederentdeckt haben. Er ging wahrscheinlich auf der Rückreise von einer Erkundungsfahrt in den Atlantik auf der Insel Santa Maria an Land.
- 1431 beginnt die Besiedlung und Kolonisierung der Azoren unter Gonçalo Velho Cabral.
- 1434 umsegelt Kapitän Gil Eanes das für unpassierbar gehaltene Kap Bojador.
- 1436 entdecken die Kapitäne Gil Eanes und Afonso Gonçalves Baldaia Angra dos Ruivos und erreichen Río de Oro.
- 1441 wird in Lagos auf Heinrichs Anweisung die erste Karavelle gebaut.
- 1441 erreichen  Nuno Tristão und Antão Gonçalves das Kap Blanc (port.: Cabo Branco).
- 1444 befährt Nuno Tristão den Senegal-Fluss; im gleichen Jahr passiert Dinis Dias den westlichsten Punkt Kontinentalafrikas, das im heutigen Senegal gelegene Kap Vert (port.: Cabo Verde), und entdeckt die Terra dos Guineus, Gebiete des heutigen Guinea und Senegal.
- Um 1445 wird die Companhia de Lagos gegründet, die das Handelsmonopol mit Afrika erhält. In Arguim in Afrika wird ein Handelsposten eröffnet, durch den Portugal in den Handel mit afrikanischen Sklaven einsteigt.
- 1446 wird der Gambia-Fluss entdeckt.
- 1446 wird eine Karte von Andrea Bianco erstellt, die eine portugiesische Erkundungsfahrt in den westlichen Atlantik als möglich erscheinen lässt.
- 1455/1456 stößt der im Dienste Heinrichs stehende Venezianer Alvise Cadamosto zur Guinea-Küste vor und entdeckt zwei der Kapverdischen Inseln.
- 1460 erfolgt durch die Brüder Bartolomeo und Antonio da Noli, die aus der Republik Genua stammen, die Erkundung und Besiedlung der Kapverden.

Zum Zeitpunkt von Heinrichs Tod hatten die Portugiesen die afrikanische Küste bis etwa dem heutigen Sierra Leone (ca. 8° N) sowie den Atlantik bis zur Sargassosee (ca. 40° W) befahren und kartiert.

## Denkmäler

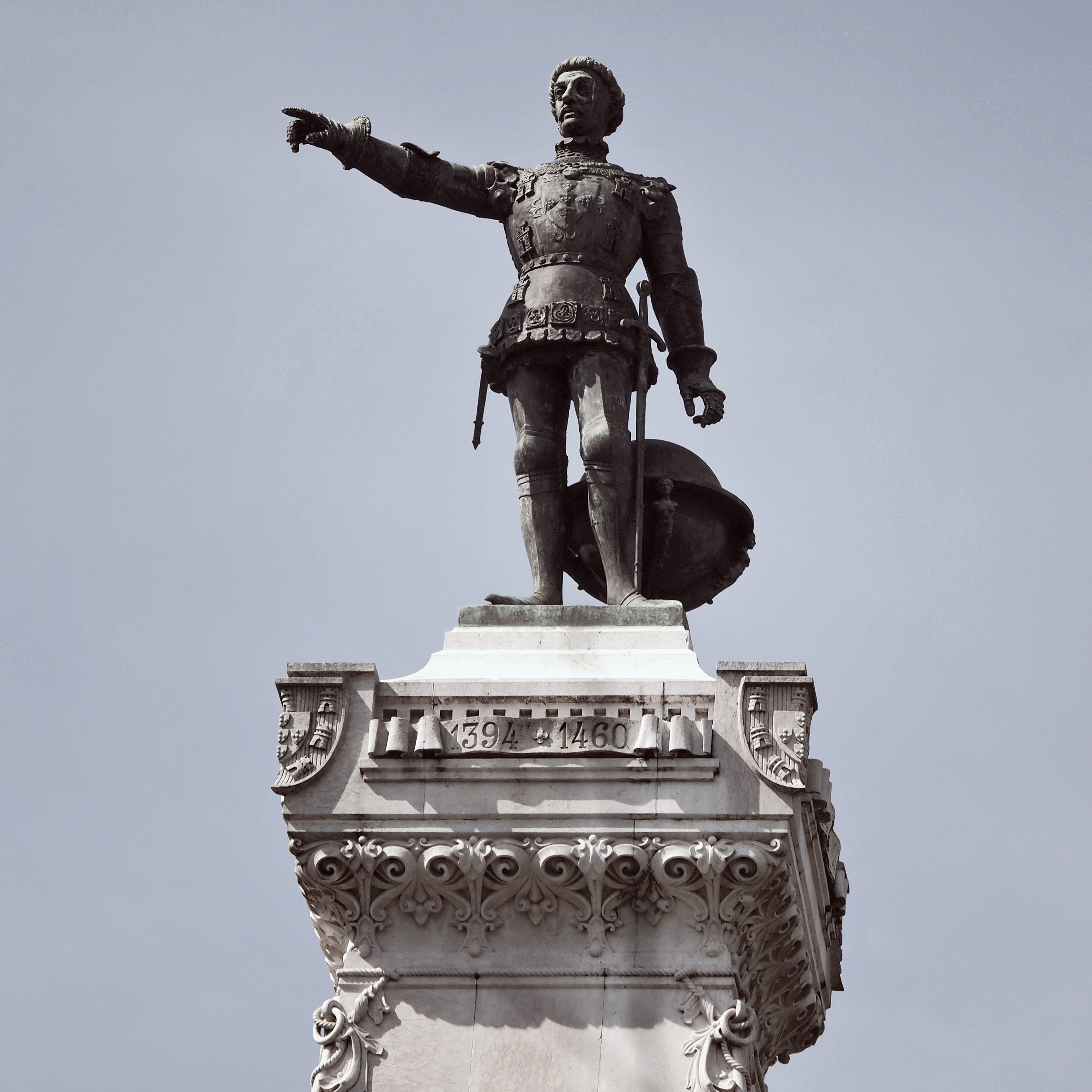
Denkmal in Porto

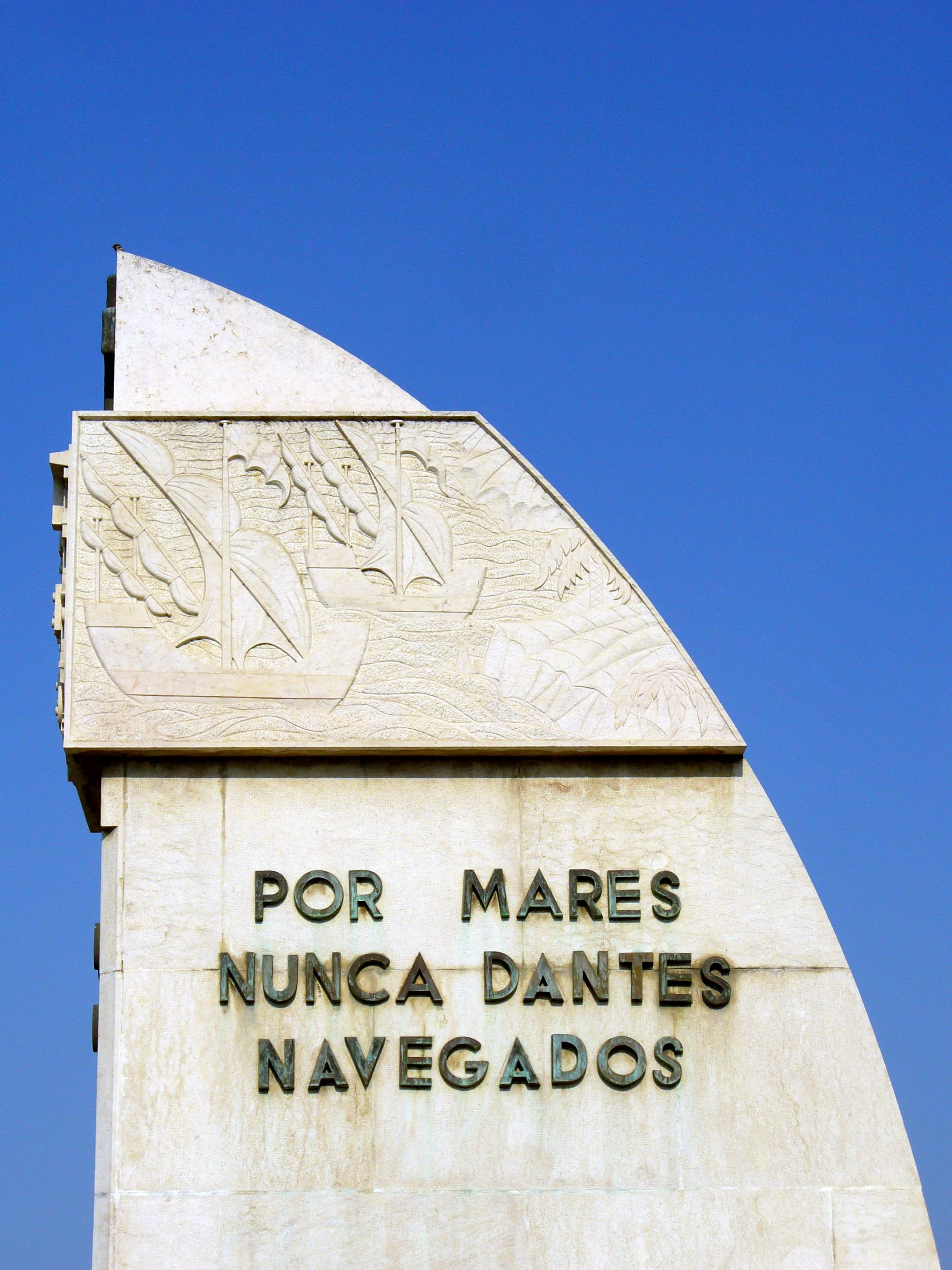
Das Denkmal für Heinrich den Seefahrer in der osttimoresischen Hauptstadt Dili mit der Zitat aus den Lusiaden: „Durch Meere, die niemals zuvor befahren wurden“.

Eine Statue ist auf dem Padrão dos Descobrimentos bei Lissabon zu sehen. Das Monument wurde zum 500. Todestag von Heinrich gebaut. In Dili, der Hauptstadt des heutigen Osttimors entstand ein Denkmal vor dem Regierungspalast, das dem Padrão dos Descobrimentos nachempfunden ist und ebenfalls dem Jahrestag des Todes gedenkt. Ähnliche Denkmäler entstanden auch in anderen Hauptstädten der Kolonien, die noch zu Portugal gehörten. Im selben Jahr wurde auch das Denkmal Heinrichs im portugiesischen Lagos auf der Praça da República (Platz der Republik; auch Praça do Infante Henrique genannt) aufgestellt.
Ein großes Denkmal steht in seiner Geburtsstadt Porto und eine weitere Statue im Stadtpark von Sagres.
Die 1958 bis 1961 publizierte Buchreihe Colecção Henriquina befasst sich mit dem Wirken des Prinzen.
siehe auch: Denkmal für Heinrich den Seefahrer, Liste